# Банк Сомалиленда
Банк Сомалиленда (сомал. Baanka Somamiland, араб. البنك المركزي صوماليلاند‎) — центральный банк Сомалиленда, созданный в 1994 году. 18 октября этого же года банк начал выпуск национальной валюты. Отделения банка открыты в Харгейсе, Бербере, Буръо, Бораме, Гебилей и Эригабо. Банк имеет 12 филиалов по всей стране.